# 曲枝平藓
曲枝平藓（学名：Neckera flexiramea）为平藓科平藓属下的一个种。